# Gunungiella tritrimchi
Gunungiella tritrimchi är en nattsländeart som beskrevs av Schmid 1968. Gunungiella tritrimchi ingår i släktet Gunungiella och familjen stengömmenattsländor. Inga underarter finns listade i Catalogue of Life.